# Jean-Henri XI d'Hochberg

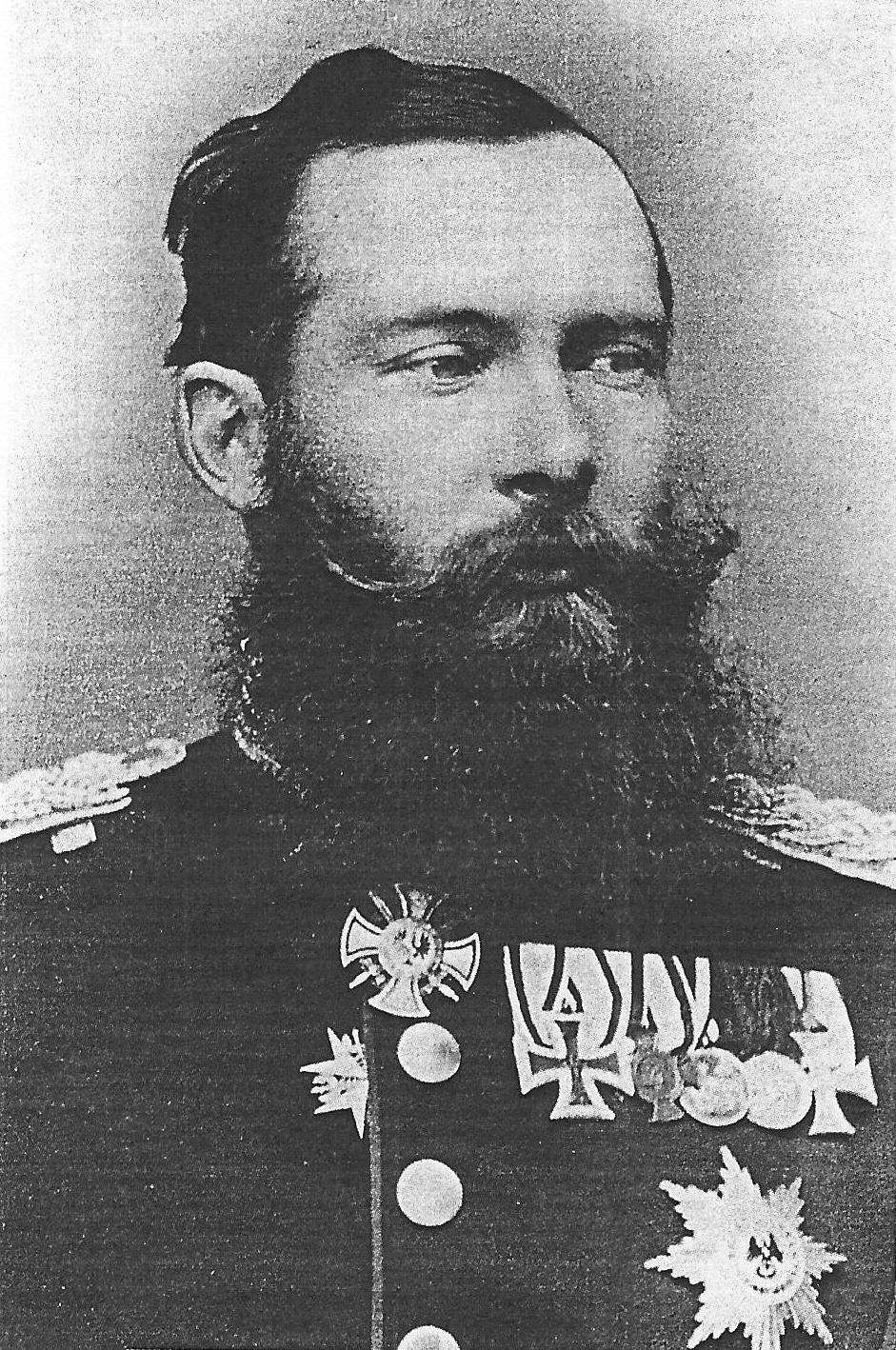
Prince Jean-Henri XI de Pless

Jean-Henri XI, comte d'Hochberg, prince de Pless, baron de Fürstenstein (né le 10 septembre 1833 à Berlin et mort le 14 août 1907 au château d'Albrechtsberg, Dresde) est un seigneur libre, industriel minier et général de cavalerie de l'armée prussienne. À partir de 1905, il est également duc de Pless.

## Biographie
En tant que fils du comte Jean-Henri X d'Hochberg, il est le second prince de la Principauté de Pless. En 1905, l'empereur Guillaume II l'élève au rang de duc de Pless pour sa personne. Il est connu sous le nom de "l'ancien" ou "le vieux duc".
Hans Heinrich étudie l'École régionale de Pforta et s'engage le 1er octobre 1850 dans le régiment des Gardes du Corps de l'armée prussienne. Il y est promu sous-lieutenant le 14 décembre 1852 et, en 1855, après la mort de son père, il est mis en congé avec position à la suite du régiment. Il prend ensuite en charge l'administration des biens familiaux et des propriétés minières de la famille . Pour les mineurs de ses mines de charbon dans le bassin minier de Waldenburg et leurs familles, il crée des institutions d'assistance. Celles-ci sont considérées comme si avancées pour l'époque qu'elles sont présentées en 1904 à l'Exposition universelle de Saint-Louis, sous le nom de Arbeiter-Fürsorge auf den Fürstensteiner Gruben Sr. Durchlaucht des Fürsten von Pless, Waldenburg in Schlesien / Institutions for promoting the welfare of the workmen on the Fürstenstein mines of His Serene Highness the Prince of Pless, Waldenburg, Silesia, Germany.
Il est maître-chasseur en chef sous les empereurs Guillaume Ier et Guillaume II. En raison de ses mérites dans le domaine de la chasse, le cor de chasse est également appelé cor du prince Pless (de). Il est membre de la Chambre des seigneurs de Prusse. Dans les années 1867 à 1884, il est également député du Reichstag en tant que membre du Parti conservateur libre. En 1890, il devient membre du Conseil d'État prussien.

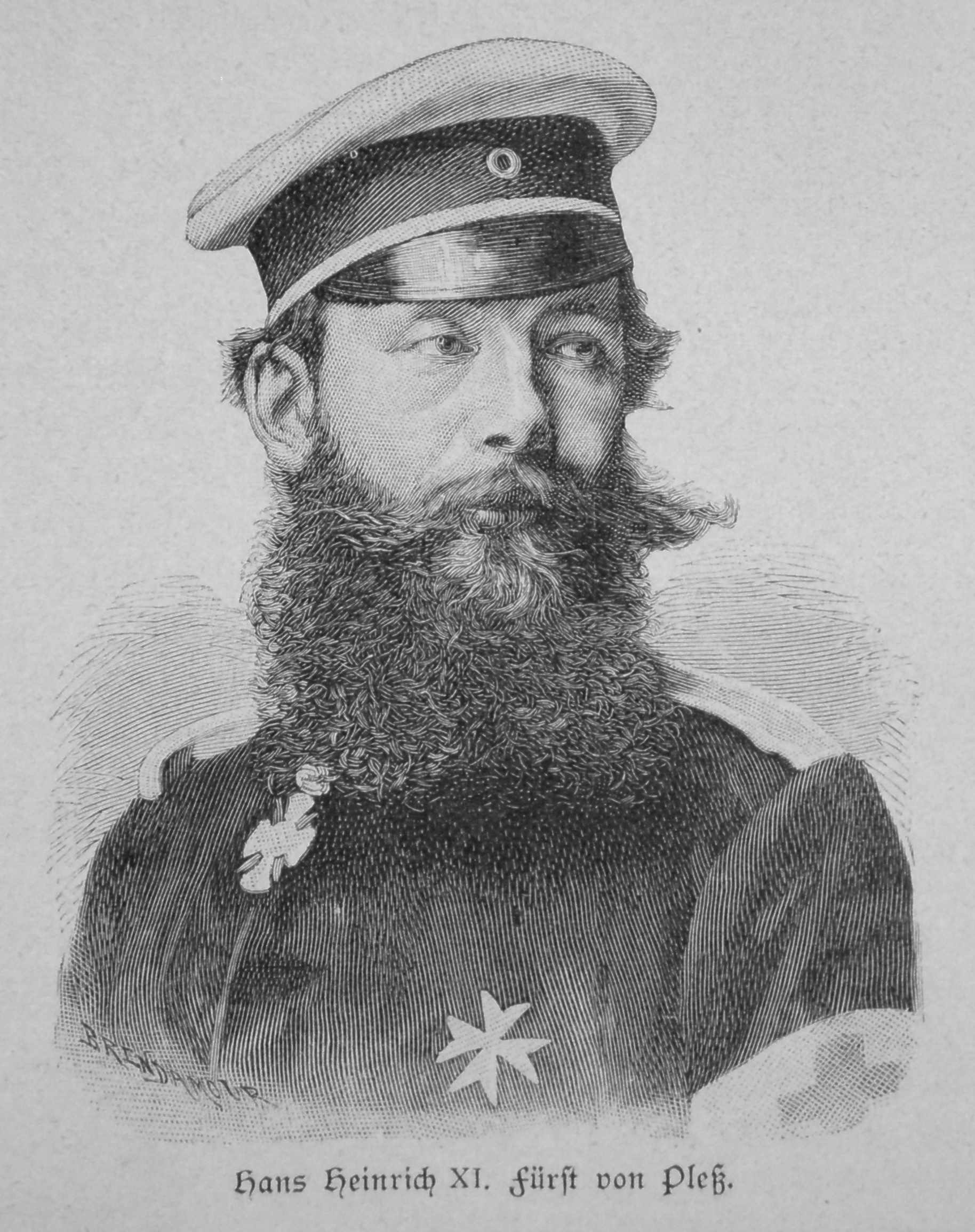
Jean-Henri XI d'Hochberg, 1870

De 1873 à 1875, il se fait construire par un architecte français un petit palais de style historiciste à Berlin-Mitte, Wilhelmstrasse 78 et la Voßstraße (de) 2, immédiatement à côté de la chancellerie du Reich d'Otto von Bismarck, sur le modèle du Louvre et des châteaux de la Loire (comme Amboise). Cela provoque un grand émoi et de l'incompréhension à Berlin peu après la guerre franco-prussienne. En raison des nombreuses cheminées sur le toit, les Berlinois l'appellent "l'Académie du Ramoneur". Dans une publication contemporaine en 1876, le Palais du prince Pless est inclus comme lieu d'intérêt.
Jean-Henri XI élève des bisons d'Europe. C'est ainsi que des bisons de plaine au sang pur, issus d'un taureau et de quatre vaches, sont ramenés de la forêt vierge de Białowieża aux forêts de Pless en cadeau au prince de Pless. Ils y sont élevés de manière isolée pendant quelques décennies. Le taureau Plisch, portant le numéro 229 du livre généalogique, qui est ramené de Pless à Białowieża en 1936, revêt une grande importance dans l'élevage de conservation actuel. C'est de lui que descendent presque tous les bisons d'Europe de la lignée des plaines vivant actuellement dans la forêt primaire de Białowieża.
Jean-Henri XI est fait chevalier de l'ordre de l'Aigle noir par l'empereur Guillaume II le 24 décembre 1889. Du 23 décembre 1896 jusqu'à sa mort en 1907, il exerce les fonctions de chancelier de l'Ordre. Le prince Pless, comte de Hochberg, s'intéresse à la généalogie et est déjà membre de l'association Herold à Berlin depuis 1874. Vers 1877, il laisse sa loge de patronage à Waldenburg aux élèves du lycée local contre une rémunération. L'inscription dans l'annuaire des millionnaires date de 1894, sans plus de précisions pécuniaires. Jusqu'à la fin de sa vie, Jean-Henri comte de Hochberg-Pless dirige l'école princière de Pless, déjà nationalisée  Dès 1857, il rejoint l'Ordre de Saint-Jean et est l'un des chevaliers légaux les plus anciens de cette congrégation avec d'autres personnalités bien connues telles qu'Emil von Gutzmerow (de), Ernst zur Lippe-Weißenfeld et Guillaume prince de Putbus (de) ainsi que le général Friedrich von Perponcher-Sedlnitzky (de).

## Famille

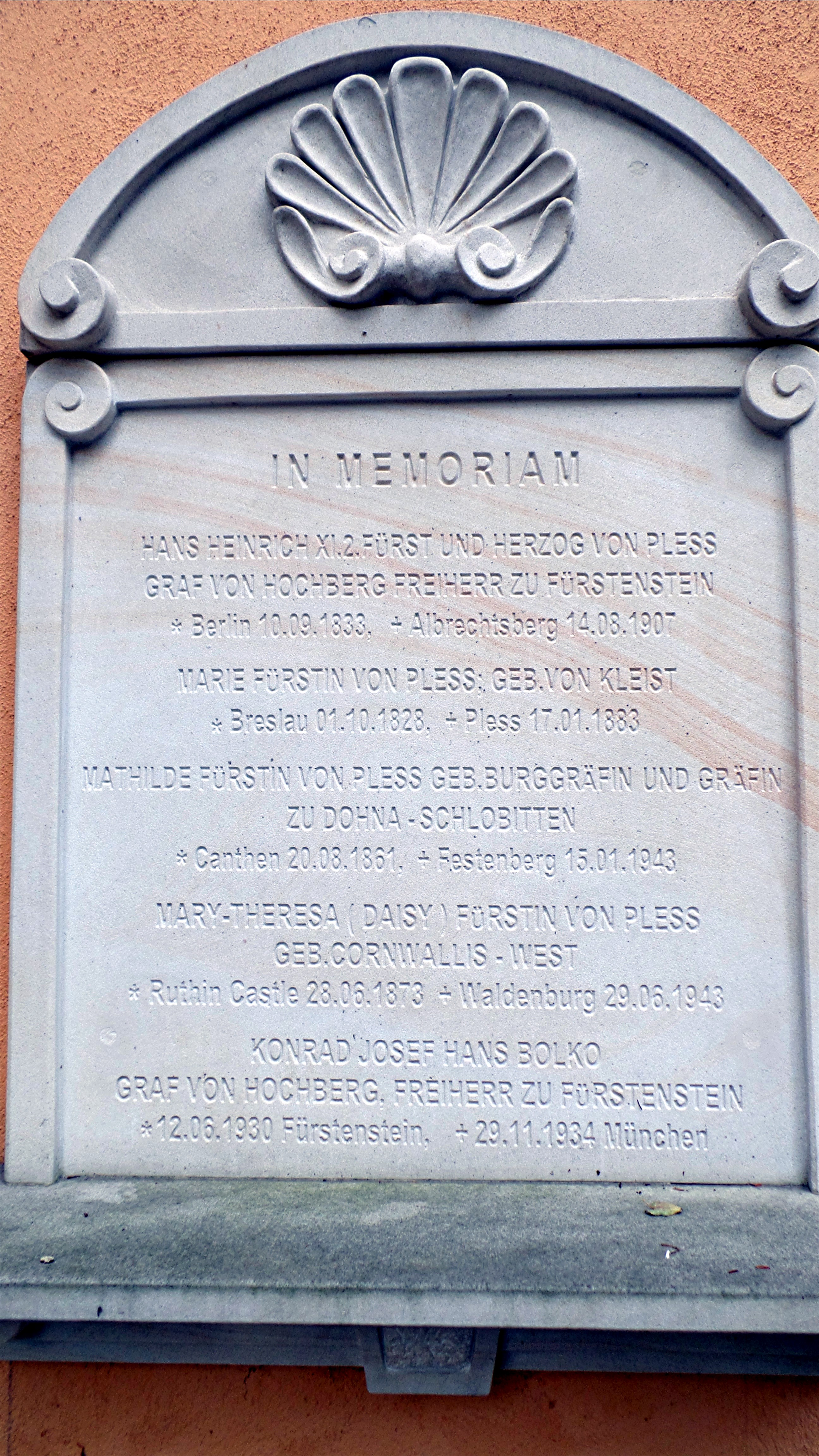
Plaque commémorative sur le mausolée du parc du château de Fürstenstein

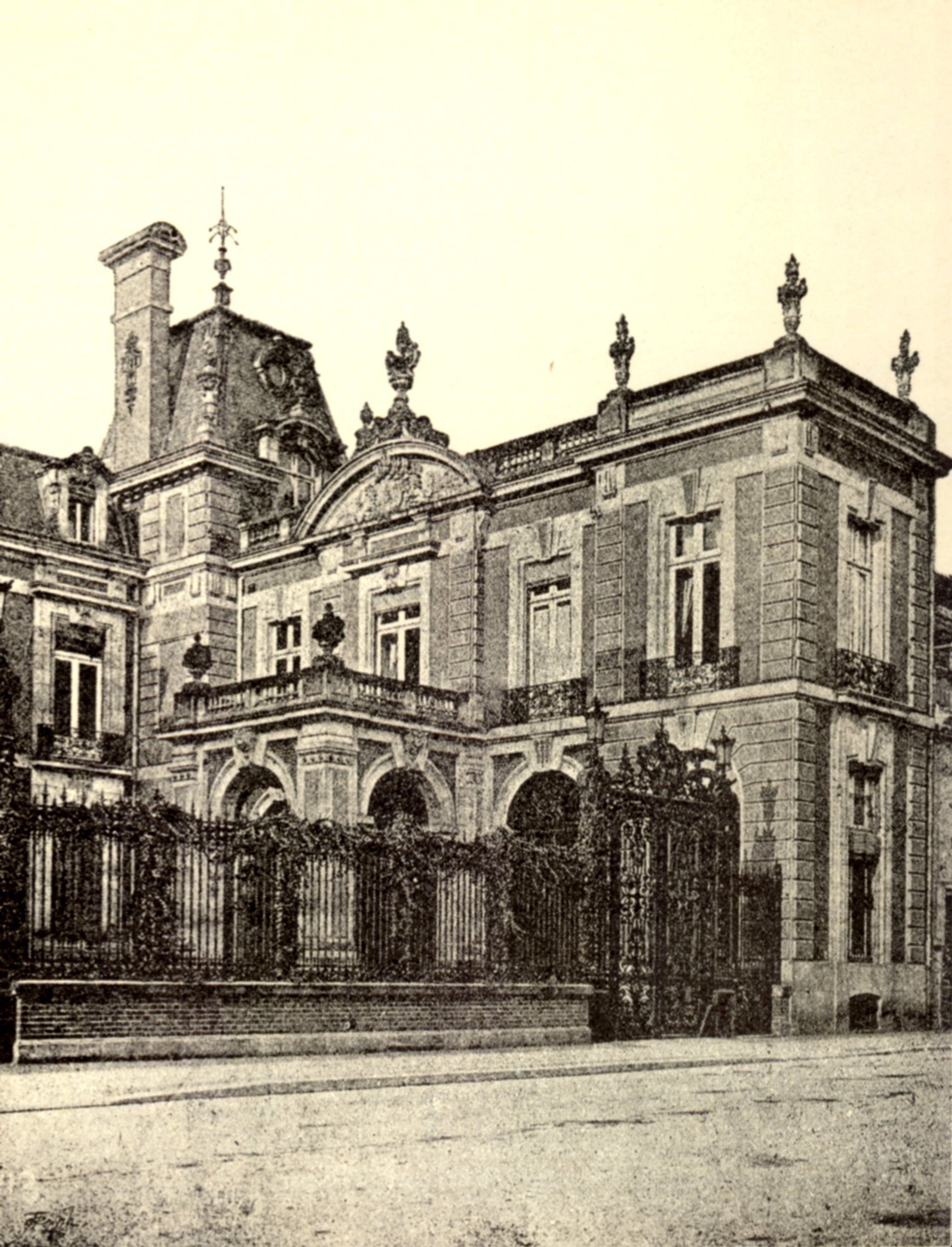
Palais de la Wilhelmstrasse (Berlin-Mitte)

Hans Heinrich se marie le 15 janvier 1857 Marie von Kleist (1828–1883). Le couple a les enfants suivants :
- Jean-Henri XV (1861-1938), marié :
  - le 8 décembre 1891 (divorcé en 1922) avec Mary-Theresa (Daisy) Cornwallis-West (1873-1943)
  - le 25 janvier 1925 (annulé en 1934) avec Clotilde de Silva y Gonzalez de Candamo (1898-1978)
- Ida Louise (1863-1938), mariée le 10 septembre 1881 Frédéric II de Solms-Baruth (de) (1853–1920)
- Konrad Eduard (1867-1934), agriculteur qualifié
- Frédéric Maximilien (1868-1921), marié le 24 janvier 1905 avec Elizabeth Caroline Burke Roche (1857-1940)

Le 27 février 1886, il se marie avec Mathilde burgravine et comtesse de Dohna-Schlobitten (1861-1943). Le couple a deux enfants:
- Wilhelm Bolko Emmanuel (1886–1934), marié le 21 juin 1909 avec Anna Marie von Arnim (1886-1984)
- Anne (1888-1966), mariée le 29 mars 1913 Hermann comte zu Solms-Baruth-Dambrau (1888-1961)